# سام بيز
سام بيز (الكلمة مشتقة من سامبا والبيس) (بالإنجليزية: Sambass)‏، هو نوع فرعي من موسيقى الطبول والبيس، وهو يجمع بين إيقاعات الطبول والبيس مع تأثيرات موسيقى من أمريكا اللاتينية. ويوجد في البرازيل.

## الفنانون المشهورون بالسام بيز
من الفنانين المشهورين في هذا النوع من الموسيقى : دي جي ماركي، دي جي باتيفي، XRS لاند، دروماجيك، بونجل، مارسيلينو دا لوا، كاليدوسكيو، ودي جي روتس.

## أشهر ألبوبات السام بيز
وهناك أربعة ألبومات من هذا النوع من الموسيقى باسم Sambass Vol. 1 الي Sambass Vol. 4 تم إطلاقها من قبل علامة التسجيل الإيطالية كوادرا.